# Závodní vozy Auto Union
Auto Union AG, Chemnitz (Saská Kamenice) byl první automobilový koncern v Německu. Závodní vozy Auto Union Grand Prix typu A až D byly vyvinuty a vyrobeny specializovaným závodním oddělením závodu Auto Unionu u "spojené" společnosti Horch ve Zwickau (Cvikov) založené Augustem Horchem. Výroba se uskutečnila v letech 1933 až 1939 poté, co v roce 1933 byla koupena společnost Hochleistungs Motor GmbH a tím i návrh vozu od Dr. Ferdinanda Porscheho.

## Vznik a vývoj
V roce 1932 vznikla společnost Auto Union GmbH, která se skládala ze stávajících výrobců automobilů Audi, DKW, Horch a Wanderer. Na berlínském autosalonu v roce 1933 oznámil německý kancléř Adolf Hitler dva nové programy pro německý automobilový průmysl. Pro státem podporovaný program motoristických závodů vyvinout závodní vozy pro zviditelnění technologické vyspělosti Německa v automobilových závodech, jehož základem by byla roční částka 500 000 říšských marek, která byla určena pro Mercedes-Benz. 
Závodní jezdec Hans Stuck se seznámil s Hitlerem ještě předtím, než se stal kancléřem. Na schůzce v říšském kancléřství přesvědčil Stuck a dr. Porsche Hitlera, že pro slávu Německa by bylo lepší, aby se projektu zhostily dvě společnosti. Roční dotace byla rozdělena na dvě části, ve výši 250 000 říšských marek pro Mercedes i pro Auto Union. Po získání státních prostředků koupil Auto Union společnost Hochleistungs Motor GmbH (Hochleistungsfahrzeugbau) založenou v roce 1932 a tím i projekt P-Wagen (Porsche-vůz) za 75 000 říšských marek a přemístil společnost nakrátko do Chemnitzu (Saská Kamenice) a potom do Cvikova.
Zcela novou, nekonvenční cestu zvolil při projekci nového závodního vozu prof. Dr. Ing. h.c. Ferdinand Porsche. Použil v něm dosud neobvyklý šestnáctiválcový vidlicový motor, který umístil dozadu (!) za řidiče před zadní nápravu a spojil jej v jeden hnací blok s rozvodovkou. Tím odpadl kloubový hřídel spojující motor s převodovkou se zadní nápravou a to dovolilo umístit řidiče v kokpitu nížeji, než bylo dříve možné. Toto řešení je prakticky jedinou koncepcí soudobých závodních formulových monopostů.
Společnost Auto Union využívala zkušeností závodních jezdců Stucka, Rosemeyera a Varziho z testování. Také vyvinula nové měřicí systémy, aby jí poskytla další zpětnou vazbu. Auto Union používala hodinový mechanismus a papírový disk k zaznamenávání dat, jako jsou otáčky motoru, během testování vozu, což inženýrům umožnilo studovat shromážděná data později. Bylo zjištěno, že na chování vozu v zatáčkách je potřeba dále pracovat, protože zrychlení ze zatáčky často způsobovalo zběsilé protáčení vnitřního zadního kola. To bylo hodně omezeno použitím Porscheho inovace, diferenciál s omezeným skluzem, vyrobený společností ZF Friedrichshafen, který byl představen na konci roku 1935.
Spolupráce mezi dr. Porschem a Auto Unionem pokračovala přes typy A, B a C až do roku 1937, kdy skončila platnost formule 750 kg. Technický vývoj v uplynulých letech vedl k motorům produkujícím vysoký výkon v lehkých vozidlech, a tedy i vysoké rychlosti a velkému počtu nehod. Proto AIACR pro rok 1938 ustanovila nové předpisy. Konstruktér Dr. Ing. Robert Eberan von Eberhorst, který byl zodpovědný za nové auto typu D, zachoval podmínku minimální hmotnosti přes 750 kg, ale podle nových předpisů musel omezit zdvihový objem na 3 litry s kompresorem nebo 4,5 litru bez. Typ D využíval 12válcový třílitrový motor s kompresorem. Verze pro závody do vrchu, kde nebyl stanoven limit zdvihového objemu, používaly vozy jinou převodovku a jiný motor. Pro tento účel byl tedy zachován 16válcový motor z typu C.
Za války byl další vývoj vozů zastaven. Z několika málo vyrobených automobilů se během druhé světové války takřka všechny ztratily, většinou byly vyvezeny jako válečná kořist do SSSR, kde se po nich, až na výjimky slehla zem. Firma Audi však nechala vyrobit několik naprosto věrných kopií, které předvádí veřejnosti při nejrůznějších motoristických akcích.

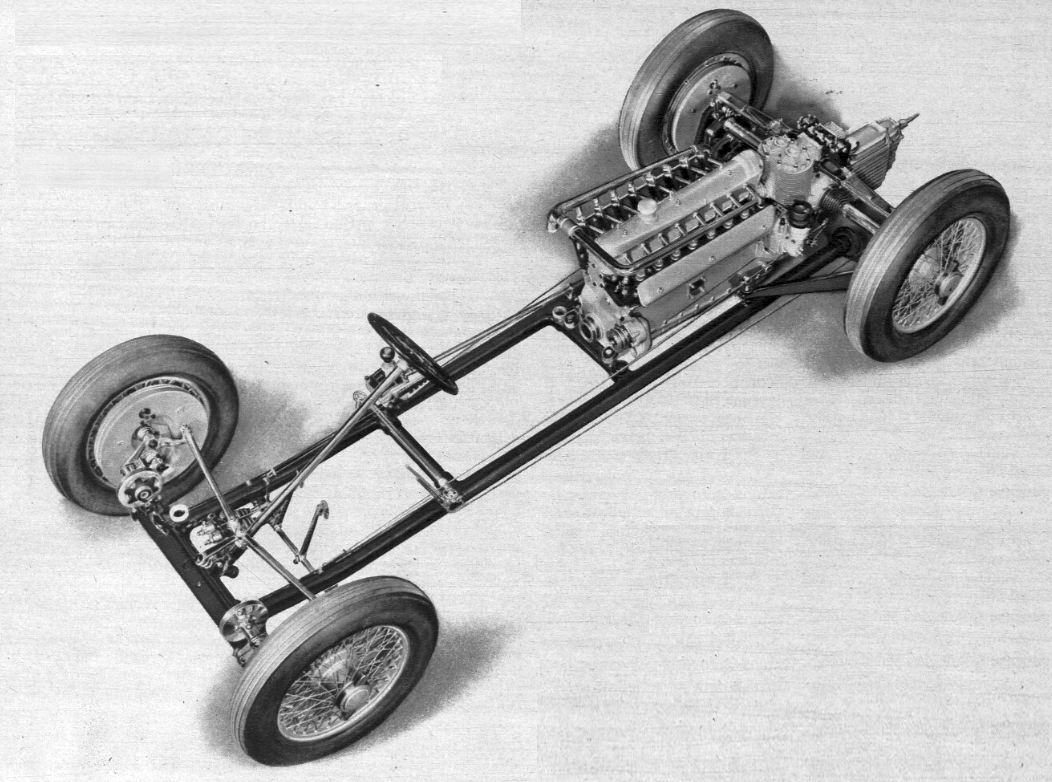
Auto Union Type A, podvozek (1934)

## Popis vozů
Uspořádání s motorem vzadu uprostřed a pohonem zadních kol bylo v té době neobvyklé. Uspořádání odpředu dozadu zahrnovalo chladič, kokpit jezdce, palivovou nádrž a motor. První vozy Auto Union, původně navržené v koncepci jako byl 6litrový (P-Wagen), měly zdvihový objem 4 360 ccm a vyvinuly výkon 295 k (217 kW). Výkon se přenášel na pětistupňovou převodovku bez přímého záběru. Motory měly dva bloky válců, skloněné pod úhlem 45 stupňů, s jediným vačkovým hřídelem v hlavě, který ovládal všech 32 ventilů. Vačkový hřídel byl poháněn od zadního konce klikového hřídele svislým hnacím hřídelem. Ten současně poháněl magneta a přes lamelovou spojku i kompresor Roots. Sací ventily v polokulových hlavách válců byly spojeny s vačkovým hřídelem vahadlem, zatímco u výfukových ventilů byly vahadla spojena s vačkovým hřídelem pomocí tlačných tyčí, které procházely trubkami umístěnými nad zapalovacími svíčkami; tak motor měl tři kryty ventilů. Motor poskytoval optimální točivý moment při nízkých otáčkách a Bernd Rosemeyer později projel Auto Union po okruhu Nürburgring na jeden převodový stupeň, aby prokázal pružnost motoru.

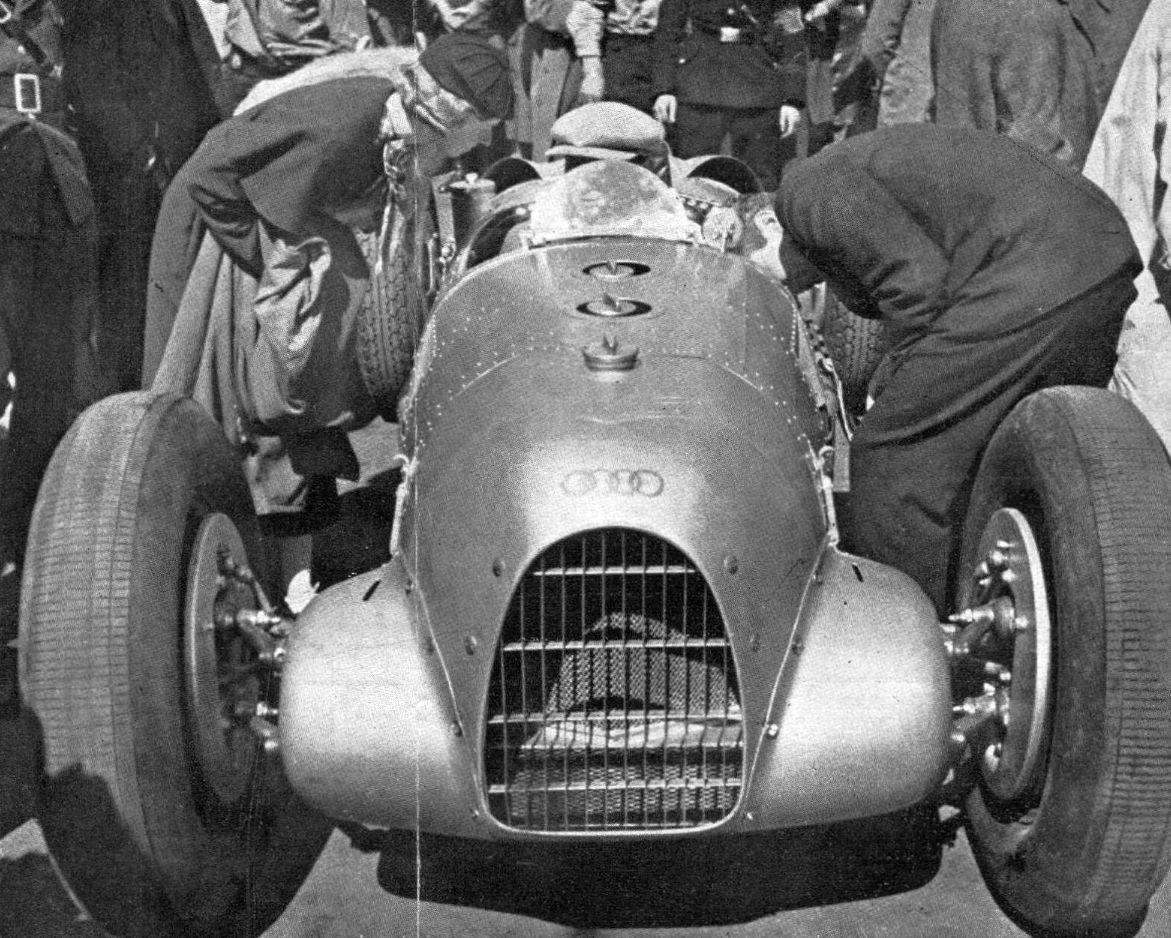
Auto Union Type B, vidlicový motor 16V, zdvihový objem 4954 cm³ (Avus 1935)

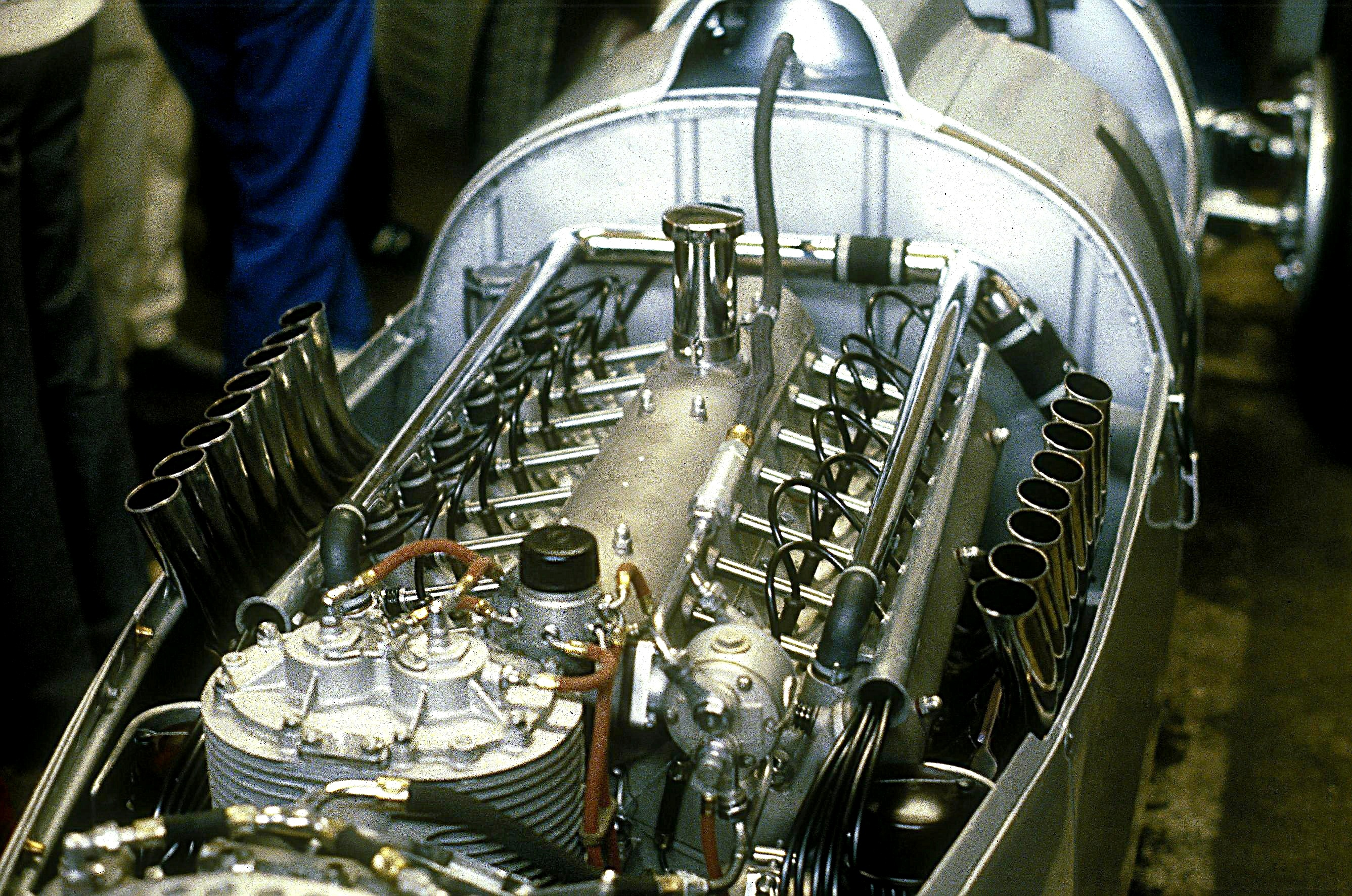
Auto Union Type C, vidlicový motor V16, zdvihový objem 6008 cm³

Ze 4 závodních typů Auto Union měly typy A, B a C používané v letech 1934 až 1937 přeplňované motory V16 a poslední typ D používaný v letech 1938 a 1939 (postavený podle nových předpisů AIACR na rok 1938), měl přeplňovaný třílitrový V12. Všechny vozy díky výkonným motorům bylo obtížné ovládat (kvůli extrémním poměrům výkon/hmotnost). Prokluz kol mohl být vyvolán i při rychlosti přes 160 km/h. Vozy trpěly výraznou přetáčivostí kvůli nerovnoměrnému rozložení hmotnosti (všechny modely byly těžké "ocas"). Problémem designu s motorem uprostřed byla tuhost žebřinového podvozku a zavěšení. Úhel natočení vozu se měnil, jak se hybnost centrálně namontovaného motoru na podvozku zvyšovala, což způsobovalo přetáčivost. Na zadní nápravě se Porsche snažil čelit tendenci k přetáčivosti použitím tehdy pokročilého zavěšení výkyvné nápravy. U pozdějšího typu D bylo zavěšení zadních kol systémem de Dion po vzoru vozů Mercedes-Benz. I proto se Typ D řídil snázeji díky menšímu motoru s nižší hmotností a díky tomu, že byl lépe umístěn směrem k těžišti vozidla. Všechna kola měla nezávislé zavěšení s paralelními vlečenými rameny a torzními tyčemi vpředu. 
Proudnicovou karoserii Auto Union typu B a C, se kterou byly vytvářeny světové rychlostní rekordy, navrhl Paul Jaray. Pro závodní vozy doutníková (vřetenovitá) karoserie prošla testováním ve větrném tunelu v Německém institutu pro aerodynamiku, vědecké organizaci, která stále existuje. S palivovou nádrží umístěnou ve středu vozu přímo za řidičem zůstalo rozložení hmotnosti vpředu a vzadu při spotřebě paliva nezměněno; stejné umístění se ze stejného důvodu používá v moderních závodních vozech s odkrytými koly. Proudění vzduchu okolo vozu bylo dále vylepšeno aerodynamickým krytem za hlavou jezdce, popřípadě zakrytím zavěšení kol atd. Trubky podvozku původně vedly chladicí kapalinu z chladiče do motoru, ale nakonec se od toho systému kvůli netěsnostem upustilo.

## Technická data
Zdroj
| Auto Union                          | Auto Union                                     | Auto Union                                     | Auto Union                                               | Auto Union                                      |
| Typ (rok)                           | Type A (1934)                                  | Type B (1935)                                  | Type C (1936–37)                                         | Type D (1938–39)                                |
| ----------------------------------- | ---------------------------------------------- | ---------------------------------------------- | -------------------------------------------------------- | ----------------------------------------------- |
| snímek                              |                                                |                                                |                                                          |                                                 |
| konfigurace motoru                  | podélný pístový vidlicový motor                | podélný pístový vidlicový motor                | podélný pístový vidlicový motor                          | podélný pístový vidlicový motor                 |
| uspořádání válců                    | V16                                            | V16                                            | V16                                                      | V12                                             |
| úhel sevření bloků válců            | 45°                                            | 45°                                            | 45°                                                      | 60°                                             |
| zdvihový objem                      | 4 358 cm³                                      | 4 954 cm³                                      | 6 008 cm³                                                | 2 986 cm³                                       |
| vrtání × zdvih                      | 68 mm × 75 mm                                  | 72,5 mm × 75 mm                                | 75 mm × 85 mm                                            | 65 mm × 75 mm                                   |
| klikový hřídel                      | z jednoho kusu Cr-Ni oceli                     | z jednoho kusu Cr-Ni oceli                     | posuvně uložený (systém Hirth)                           | roll-stored                                     |
| ventilový rozvod, zapalovací systém | jediný vačkový hřídel, 32 ventilů              | jediný vačkový hřídel, 32 ventilů              | jediný vačkový hřídel, 32 ventilů, 2× zapalovací magneto | trojitý vačkový hřídel                          |
| přeplňování                         | 1× kompresor Roots                             | 1× kompresor Roots                             | 1× kompresor Roots                                       | 1 nebo 2× kompresor Roots                       |
| plnicí tlak                         | 0,61 bar (8,8 psi)                             | 0,75 bar (10,9 psi)                            | 0,95 bar (13,8 psi) (max)                                | 1,67 bar (24,2 psi)                             |
| výkon                               | 220 kW/295 k při 4,500 ot/min                  | 276 kW/370 k při 4,800 ot/min                  | 357–382 kW/480-520 k při 5000 ot/min                     | 309-338 kW/414-454 k při 7000 ot/min            |
| max. točivý moment                  | 530 Nm při 2,700 ot/min                        | 660 Nm při 2,700 ot/min                        | 882 Nm při 2,500 ot/min                                  | 550 Nm při 4,000 ot/min                         |
| počet rychlostních stupňů           | 5                                              | 5                                              | 5                                                        | 5                                               |
| maximální rychlost                  | 280 km/h                                       | 320 km/h                                       | 340 km/h                                                 | 340 km/h                                        |
| brzdy                               | 400 mm, hydraulický systém Porsche             | 400 mm, hydraulický systém Porsche             | 400 mm, hydraulický systém Porsche                       | 400 mm, hydraulický systém Porsche              |
| pérování                            | příčná listová pera, třecí tlumiče             | příčná listová pera, třecí tlumiče             | příčná listová pera, třecí tlumiče                       | vpředu: kapalinový vzadu: kapalinový nebo třecí |
| podvozek                            | žebřinový rám z ocelových trubek průměru 75 mm | žebřinový rám z ocelových trubek průměru 75 mm | žebřinový rám z ocelových trubek průměru 105 mm          | žebřinový rám z ocelových trubek průměru 105 mm |
| rozvor                              | 2 800 mm                                       | 2 910 mm                                       | 2 900 mm                                                 | 2 800 mm                                        |
| rozchod kol                         | 1 390 mm                                       | 1 420 mm                                       | 1 420 mm                                                 | 1 390 mm                                        |
| rozměry (délka × šířka× výška)      | 4 500 mm × 1 660 mm × 1 160 mm                 | 4 550 mm × 1 705 mm × 1 210 mm                 | 3 920 mm × 1 690 mm × 1 020 mm                           | 4 200 mm × 1 660 mm × 1 060 mm                  |
| kapacita nádrže                     | dvě nádrže 2× 100 l                            | 210 l                                          | 200 l                                                    |                                                 |
| suchá hmotnost                      | 825 kg                                         | 805 kg                                         | 824 kg                                                   | 850 kg                                          |

## Úspěchy v závodech
V roce 1933 dominovaly závodům Grand Prix francouzské a italské značky Bugatti 51 a 54, Alfa Romeo Tipo B/P3 a Maserati Tipo 26M a 8CM. Počátkem roku 1933 oznámil řídící orgán AIACR nová pravidla pro vozy Grand Prix. Hmotnost vozu bez řidiče, paliva, oleje, vody a pneumatiky nesmí být lehčí než 750 kg. Pro tuto novou formuli vznikly dva nové monoposty Auto Union Typ A a Mercedes-Benz W 25. Pro jejich vzhled (Německo mělo určeno jako barvu vozů stříbrnou) a jejich výkony a rychlost se jim brzo začalo říkat "Stříbrné šípy". Mezi lety 1934 a 1939 vyhrál Auto Union na 30 závodů Grand Prix. Vozy Auto Union se ukázaly jako obzvláště úspěšné v sezónách 1934 (Stuck) a 1936 (Rosemeyer). Jejich hlavní konkurencí po celé období 1934-39 byl tým Mercedes-Benz, který také závodil s elegantními stříbrnými vozy (W 25, W 125, W 154). Vozy těchto dvou německých týmů, známé jako Stříbrné šípy, dominovaly závodům Grand Prix až do vypuknutí druhé světové války v roce 1939.

### 1934 Auto Union typ A
Tým Auto Union vedli: dřívější závodní jezdec Willy Walb jako týmový manažer a Ferdinand Porsche zastával funkci technického experta a konstruktérem byl Robert Eberan-Eberhorst. Jako jezdce si tým vybral německé duo, špičkového jezdce Hanse Stucka a méně známého prince Hermanna zu Leiningen s náhradními jezdci Augustem Mombergerem, Wilhelmem Sebastianem a Ernstem Burggallerem.

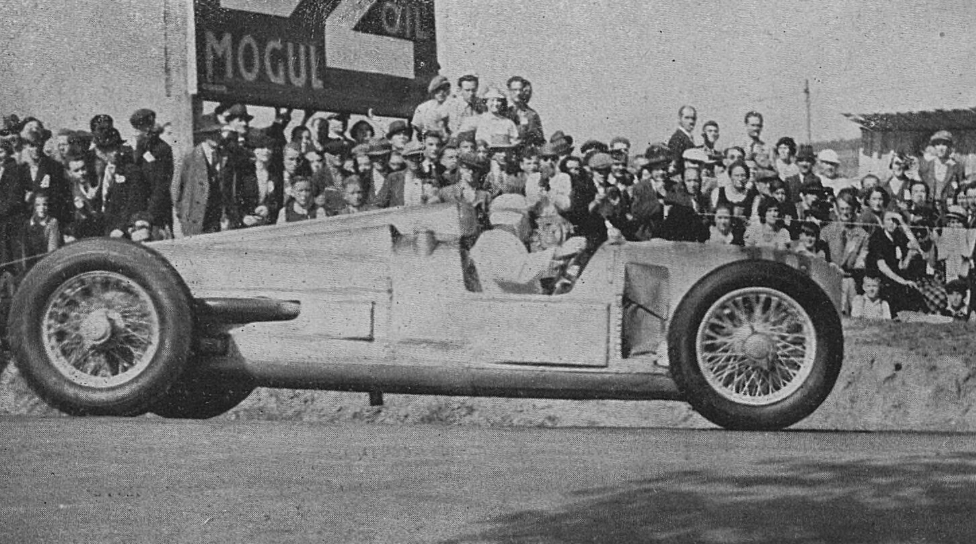
Vítěz závodu Hans Stuck na trati (Auto Union Type A, Masarykův okruh Brno 1934)

Na začátku sezóny s novým vozem Hans Stuck 6. března 1934 vytvořil během testování na berlínském okruhu Avus tři světové, rychlostní rekordy (na 100 mil - 216,87 km/h, na 200 km - 217,086 km/h a v „hodinovce“ 217,106 km/h). Představením nových vozů v závodech Grand Prix byl start na IV. ročníku mezinárodního závodu Avus-Rennen 27. května 1934. Zde Auto Uniony příliš neuspěly. Odpadli Hans Stuck, přestože od startu do 12. kola z 15 odjetých jezdil v čele závodu, i Hermann zu Leiningen. jediný dojel do cíle August Momberger na 3. místě. Poprvé do cíle dojel Stuck na XII. ADAC Eifelrennen na Nürburgringu (3. června), kde skončil na 2. místě. V 3. startu vozů Auto Union, kterým se stala Grand Prix Francie (Montlhéry, 1. července), ani Stuck (do 10. kola jezdil v čele), ani Momberger nedojeli do cíle. K zásadnímu obratu došlo na Nürburgringu 15. července. Vítězství Stucka před 200 000 diváky ve Velké ceně Německa na Nürburgringu, kdy za ním skončili Fagioli, Chiron a Nuvolari, je označováno za jeho největší úspěch jeho kariéry na tratích Grand Prix. Od startu šel do čela Hans Stuck těsně sledován Caracciolou na Mercedesu W 25. Během několika kol bylo jasné, že to bude závod pouze dvou jezdců. Ve třináctém kole překvapil Caracciola zkušeným útokem na Stucka a vzal mu vedení přímo v zatáčce zvané „karusel“ a to za ohromného aplausu diváků. Jenže na další rovince se poroučel do věčných lovišť motor Mercedesu, a tak Stuckovi již nic nebránilo k opětovnému zaujetí první pozice a nakonec i slavnému vítězství. Stuck v tomto roce zvítězil ve 3 závodech typu Grand Prix, v Německu (Nürburgring, 15. července), Švýcarsku (Bremgarten, 26. srpna) a v Československu (5. Masarykův okruh, 30. září). Byl by se stal evropským šampiónem Grand Prix 1934, ale tento rok nebylo mistrovství Evropy vyhlášeno, proto se stal "pouze" mistrem Německa v silničních závodech. Stuckovy úspěchy ještě doplnil August Momberger, který obsadil druhé místo v Grand Prix Švýcarska a posádky H. zu Leiningen / H. Stuck, která dojela na 4. místě při Grand Prix Itálie (Monza, 23. září) a W. Sebastian / H. Stuck, která dojela na 5. místě při X. ročníku závodu Coppa Acerbo (Grand Prix Pescary, 15. srpna). Před Grand Prix ve Španělsku si vyzkoušel Auto Union i Tazio Nuvolari, ale objel jen několik tréninkových kol a závodu se nezúčastnil. 
Na stejném voze vyhrál Stuck 4 závody do vrchu: Felsbergrennen (Saarlouis), Kesselbergrennen (Kochel), v novém traťovém rekordu Schauinsland - Großer Bergpreis von Deutschland  (Freiburg) a ve slavném závodě Mont Ventoux (Avignon). Na nejpopulárnějším závodu do vrchu Klausen ve Švýcarsku (21,5 km, výškový rozdíl 1273 m) skončil Stuck druhý za Caracciolou. Národní německý šampionát v závodech do vrchu se poprvé konal v roce 1934. S převahou v něm zvítězil Hans Stuck.
Stuck zakončil sezónu návratem na berlínský Avus a 20. října nastavil pět nových světových rekordů (s pevným startem 1 km - 163,41 km/h, 1 míle - 183,41 km/h, 50 km - 241,73 km/h, 50 mil - 243,88 km/h a na 100 km - 244,91 km/h).

### 1935 Auto Union typ B

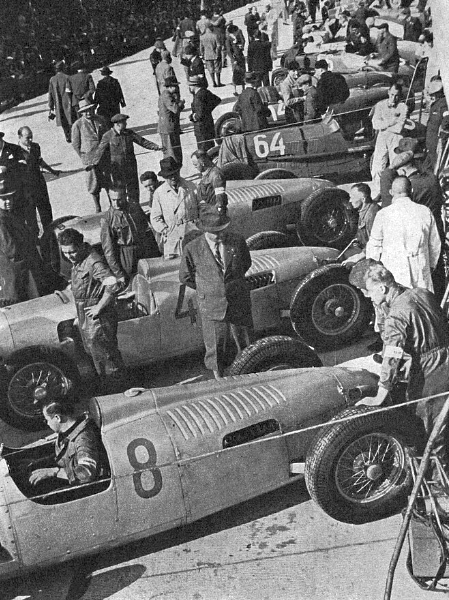
Vozy Auto Union před Velkou cenou v Brně, st. č. 8 pozdější vítěz Bernd Rosemeyer, u st. č. 4 ve světlém plášti dr. Ferdinand Porsche (1935)

V roce 1935 byl motor zvětšen na pětilitrový zdvihový objem a produkoval 276 kW/370 k. V tomto tým tvořili Hans Stuck, matador Achille Varzi, nováček Bernd Rosemeyer a záložní jezdci Hermann zu Leiningen a Paul Pietsch. Achille Varzi vyhrál 2 volné závody: Grand Prix Tunisu v Kartágu (5. května) a Coppa Acerbo v Pescaře (15. srpna). Na druhém místě dojel ve Velké ceně Tripolisu (12. května). Stuck vyhrál Velkou cenu Itálie na Monze (8. září) a  druhý dojel ve Velké ceně Německa (28. července). Nový člen týmu Bernd Rosemeyer vyhrál Grand Prix na Velké ceně Masarykově (28. září) a druhý skončil na Eifelrennen (16. června) a při Coppa Acerbo (15. srpna).

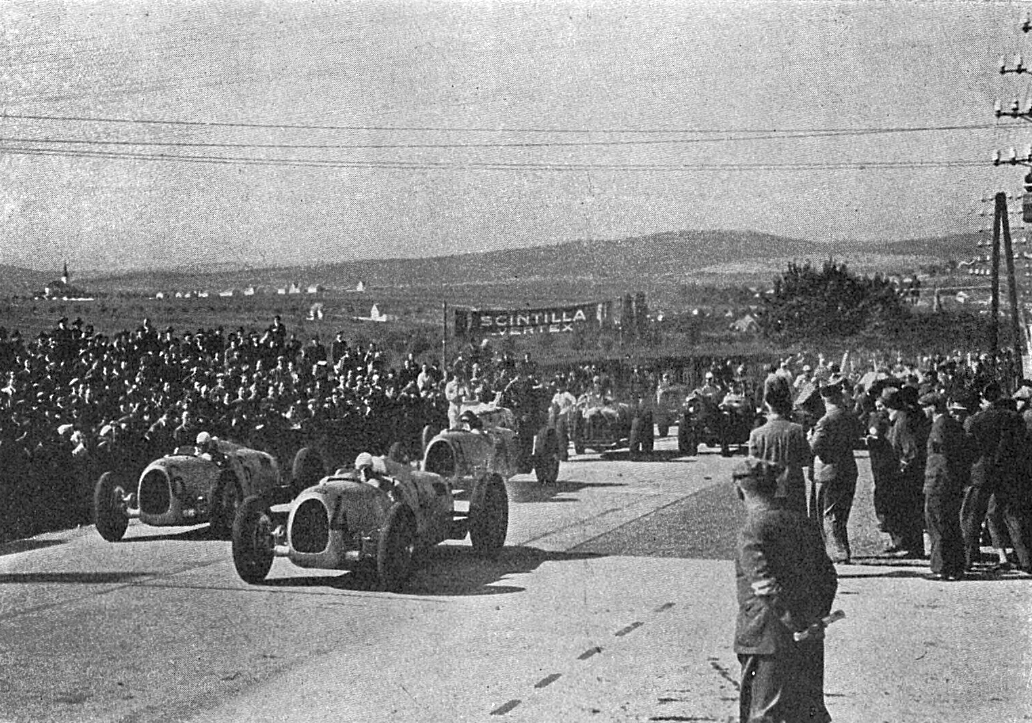
Start Auto Unionů na Velké ceně v Brně 1935 (st. č. 4 Stuck, st. č. 6 Varzi, st. č. 8 Rosemeyer)

Hans Stuck posbíral svou obvyklou sbírku vítězství v závodech do vrchu ( Kesselbergrennen, Schauinsland - Großer Bergpreis von Deutschland a Feldbergrennen). Také dokázal překonat rychlostní rekord, když na italské dálnici Pescia-Altopascio dosáhl rychlosti 320 km/h v aerodynamickém voze s uzavřeným kokpitem a kryty zavěšení.
V Mistrovství Evropy AIACR jezdců Stuck obsadil 5. místo (36 b.), Rosemayer a Varzi dělené 7. místo (39 b.)

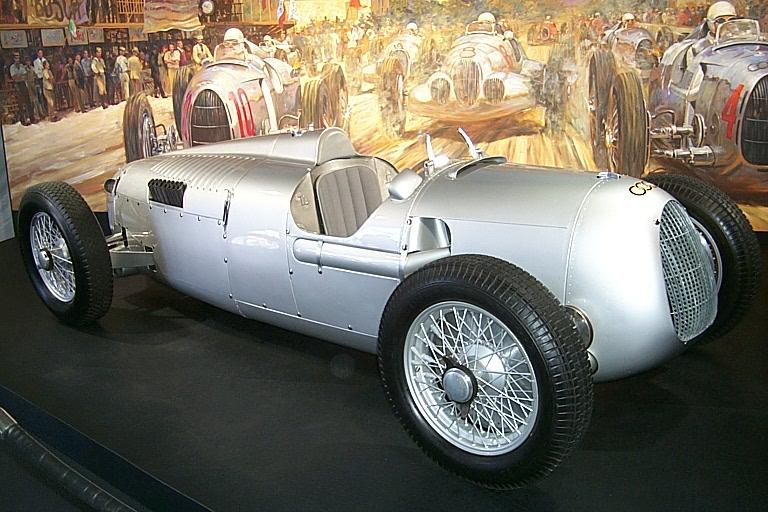
Auto-Union Typ C (Historické muzeum Monterey 1999). Varzi s tímto typem vyhrál Velkou cenu Tripolisu (1936)

### 1936-7 Auto Union typ C
V roce 1936 motor narostl na plných 6 litrů a nyní dosahoval výkonu 520 koní (388 kW) a dosahal rychlosti 340 km/h. V tomto roce za Auto Union na Type C závodili Hans Stuck, Achille Varzi, Bernd Rosemeyer a záložní jezdci Ernst von Delius a Rudolf Hasse. V rukou nové hvězdy Rosemeyera a jeho týmových kolegů ovládl vůz Auto Union Type C v této sezóně svět Grand Prix. Ale při závodě v Miláně (II° CIRCUITO DI MILANO, 20. června) ještě zvítězil Nuvolari před Farinou (oba Alfa Romeo 12C-36) a Alfám se podařilo porazit Rudolfa Hasseho, který dojel s Auto Unionem C na 4. místě.
Hlavním leadrem týmu byl Rosemeyer, který vyhrál volný závod ADAC Eifelrennen (14. června) a mistrovské Velkou cenu Německa (26. července), Velkou cenu Švýcarska (23. srpna) a Velkou cenu Itálie (13. září) a nemistrovské Coppa Acerbo v Pescaře. Druhý dojel v 1. Velké ceně Maďarska v Budapešti (21. června). Varzi vyhrál nemistrovskou Velkou cenu Tripolisu (10. května) a druhé místo obsadil v Monaku (13. dubna), ve volném závodě Miláně (28. června) a ve Švýcarsku (23. srpna). Stuck se umístil na druhém místě ve Velké ceně Tripolisu a v Německu. Ernst von Delius obsadil druhé místo v Coppa Acerbo a 3. místo v Itálii. 
Rosemeyer byl korunován mistrem Evropy jezdců, což je jediné oficiální vítězství s vozem Auto Union v šampionátu jezdců a pro jistotu si odnesl i šampionát v závodech do vrchu, když vyhrál Schauinsland - Großer Bergpreis von Deutschland a Feldberg (Taunus). Hans Stuck vyhrál 9. dubna závod do vrchu La Turbie ve Francii.
V mistrovství Evropy AIACR jezdců za vítězným Rosemayerem (10 b.) skončil 2. Stuck (15 b.), na čtvrtém místě Varzi (19 b.), na děleném 7. místě Ernst von Delius (23 b.) a Rudolf Hasse skončil s 24 b. na děleném 10 místě.
V roce 1937 se vůz v podstatě nezměnil a vedl si překvapivě dobře proti novému Mercedesu-Benz W 125, když vyhrál 5 závodů. Auto Union v této sezóně nasazoval do závodů až 5 vozů (Stuck, Rosemeyer, Hasse, Müller, Varzi a Fagioli).  Rosemeyer vyhrál nemistrovské závody Eifelrennen 13. června), americký Vanderbilt Cup (5. července), Coppa Acerbo (15. srpna, Grand Prix Pescary) a v Doningtonu (2. října). Druhý skončil ve Velké ceně Tripolisu (9. května). Rudolf Hasse vyhrál Velkou cenu Belgie, kde Stuck skončil druhý (11. července). Von Delius obsadil druhé místo v Avusu (30. května). Na Velké ceně Masarykově dojel Rosemeyer na Müllerově Auto Unionu Typu C na 3. místě, když jej po 11. kole z 15 vystřídal. Rosemeyer potom začal zajíždět velmi rychlá kola a stáhl ztrátu na Seamana na třetím místě. Rosemeyer posléze předjel překvapeného Seamana a přerušil tak defilé tří mercedesek v čele závodu.
V mistrovství Evropy jezdců se nejlépe umístil Stuck na 5. místě (20 b.) a Rosemeyer společně Hassem na děleném 7.místě (28 b.). Hermann Müller skončil 14. (33 b.) a veteráni Varzi a Fagioli na děleném 20. místě s 36 body.
Během sezony 1937 překonal Rosemayer celkem 22 rychlostních rekordů na Auto Union Typ C Stromlinie (proudnice), např. 3 světové, rychlostní rekordy: s pevným startem na 1 km dosáhl rychlosti 188,7 km/h, na 1 míli 232,2 km/h a s letmým startem na 10 mil 360,3 km/h. V dalším pokusu o rychlostní rekord řídil v říjnu 1937 aerodynamicky kapotovaný vůz Auto Union a jako prvnímu v historii se mu podařilo překonat na veřejné silnici rychlost 400 km/h (406 km/h). Posouvání hranic se mu však nakonec stalo osudným.

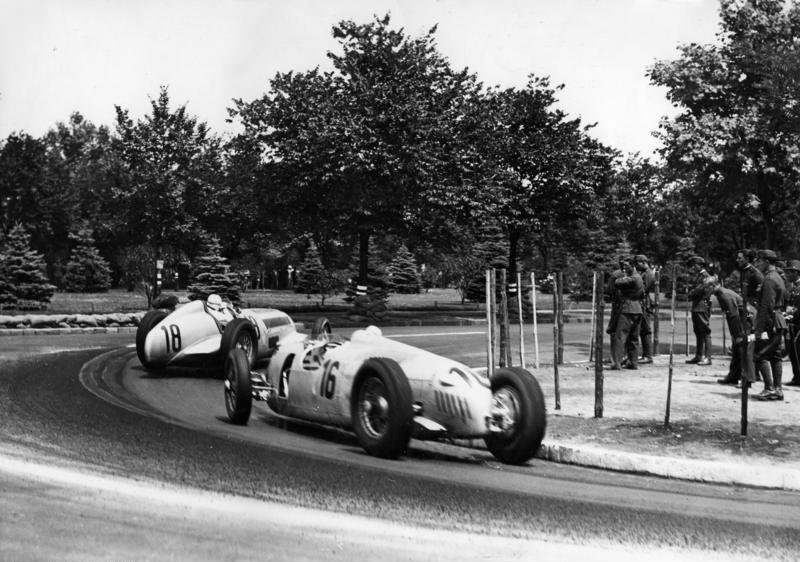
Rudolf Caracciola (st. č. 18) stíhán Berndem Rosemeyerem (st. č. 16), Velká cena Maďarska (1936)

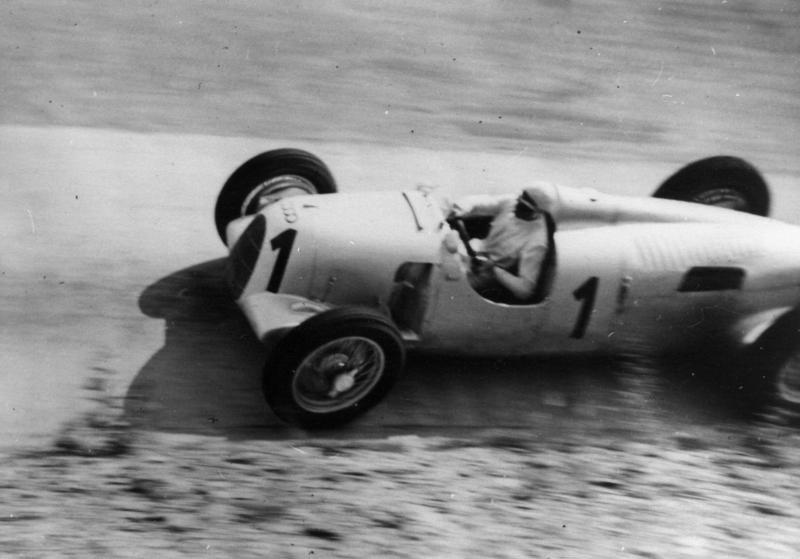
Bernd Rosemeyer při ADAC Eifelrennen na Nürburgringu (1937)

### 1938-9 Auto Union typ D
Kromě nové třílitrové formule přinesl rok 1938 další výzvy, především smrt Rosemeyera na začátku roku při pokusu o pozemní rychlostní rekord. Rosemeyer se zabil během dalšího pokusu o rekord na dálnici mezi Frankfurtem a Darmstadtem. Když 28. ledna 1938 dosáhl jeho věčný soupeř Caracciola mezi Frankfurtem a Darmstadtem rychlosti 432,7 kilometru za hodinu, což je dodnes nepřekonaný rekord dosažený na veřejné silnici, byl Rosemeyer první, kdo mu stiskl ruku. Ve snaze zlepšit rekord na ještě lepší hodnotu, navzdory hlášení, že se vítr zesiluje, Rosemeyer usedl do vozu. Po dvou zkušebních jízdách při třetím a posledním pokusu v 11:47 havaroval. Ať už bylo auto zachyceno nárazem větru nebo nepředvídatelným aerodynamickým účinkem vybočilo z trasy, sklouzl se vůz doleva na středová svodidla, potom doprava a mimo hlavní silnici, kde se vznesl do vzduchu a narazil na pilíř dálničního mostu. Rosemeyer byl vymrštěn z auta, když se auto vznášelo směrem k mostu. Má se za to, že zemřel, než dopadl na zem.
Tým v roce 1938 tvořili Stuck (po vyhazovu z konce roku 1937 byl přijat do Auto Union po Rosemeyerově smrti na tlak německé vlády), Müller, Hasse, Kautz a Bigalke. Slavný Tazio Nuvolari se k tomuto týmu připojil v polovině sezony a vyhrál Velkou cenu Itálie a Doningtonu. Stuck skončil na 3. místě v Německu. To byl pro tým celkem slabý rok. V mistrovství Evropy na děleném 5.-7. místě skončili Nuvolari, Stuck a Müller (20 b.). Na 14. místě byl hodnocen Hasse s 28 body.
Reputaci zachraňoval Stuck 5 vítězstvími s typem C v závodech do vrchu La Turbie (Nice, 5, srpna), Grossglockner - Großer Bergpreis von Deutschland (v anšlusovém Rakousku, 28. srpna), Maloja Pass – National (Svatý Mořic, 25. září), Feleac (Kluž-Brašov, 2. října) a Poiana Brašov v Rumunsku (16. října).
V roce 1939 Hermann P. Müller vyhrál Velkou cenu Francie 1939 a ve Velké ceně Německa obsadil druhé místo. Hasse zvládl druhé místo ve Velké ceně Belgie v roce 1939 a Georg Meier druhé místo ve Francii. Když se nad Evropou stáhla válečná mračna, Nuvolari vyhrál Velkou cenu Jugoslávie v Bělehradě a druhý skončil v závodě na Eifelu. Těsně po propuknutí druhé světové války (3. září) se konala jugoslávská GP v Bělehradu (městský okruh Kalemegdan Park). Přestože V Bělehradu startovalo pouze 5 vozů, jednalo se dramatický závod. Divoké tempo závodu udali Brauchitsch a Lang na Mercedesech. Alfred Neubauer se snažil svou osobností udržet oba jezdce na uzdě, ale žádný z nich nedbal jeho pokynů. Lang stále dotíral na Brauchitsche, až kámen odlétnuvší od Brauchtischova vozu rozbil Langovi brýle a ještě mu poranil oko. Lang dojel pomalu do depa a vzdal. Neubauer zuřil. Brauchitsch jezdící v čele závodu nikým neatakován se v jedné zatáčce dostal do smyku a udělal hodiny. Na úzké silnici mezi domy nebylo možné vůz otočit. Brauchitsch se vracel po trati proti směru jízdy, když se přiřítil Nuvolari. Skulinou, kterou by se nikdo jiný neprotáhl, "maestro" se štěstím projel. Tím byl závod rozhodnut. Brauchitsch dojel druhý před Müllerem ale o necelých 8 vteřin za Taziem Nuvolarim.
V kopcích s Auto Uniony vyhrál pouze Stuck na oblíbeném francouzském závodu do vrchu La Turbie (13. dubna).
Pro mistrovství Evropy 1939 žádné oficiální výsledky nebyly vydány. Velká cena Itálie (10. září) se vůbec nejela a delegáti AIACR se kvůli válce nemohli sejít. Podle platných pravidel by se mistrem Evropy stal Hermann Paul Müller (12 b.), Tazio Nuvolari by byl 4. (19 b.), Rudolf Hasse 6. (20 b.), Georg Maier 8. (22 b.) a Hans Stuck 9. s 23 body. Neoficiálně titul mistra Evropy obdržel i Hermann Lang. Lang obdržel tento titul mistra Evropy od německého automobilového úřadu NSKK místo oficiálního pařížského AIACR. Němci (ONS – Oberste Nationale Sportbehörde für die Deutsche Kraftfahrt) použili systém bodování navržený prezidentem sportovní komise Belgického královského automobilového klubu (alternativní bodový systém podobný tomu, který se používal po válce u formule 1) a podle této alternativy by Lang v pořadí skutečně zvítězil. Nicméně Langův titul z roku 1939 byl tedy podivný a zpochybnitelný, ale i oficiální Mercedes-Benz Group Media ho uvádí jako mistra Evropy 1939. Spor o toto evropské vítězství mezi nejslavnějšími závodními týmu let 1934-1939 stříbrnými šípy Mercedes-Benz a Auto Union trvá dodnes.

## Jezdci na vozech Auto Union
V letech 1934 až 1939 nejvíce závodů za stáj Auto Union odjezdil Hans Stuck (45), Bernd Rosemayer (33) a Achille Varzi (21). Za nimi v tomto porovnání skončili Rudolf Hasse (20), Hermann Paul Müller (18), Ernst von Delius (14) a Tazio Nuvolari (12). Desítku uzavírají Hermann zu Leiningen (7), August Momberger (6) a Luigi Fagioli (4). Celkem se na tratích Grand Prix s vozy Auto Union vystřídalo 16 závodníků, kteří celkem zaznamenali 194 startů.

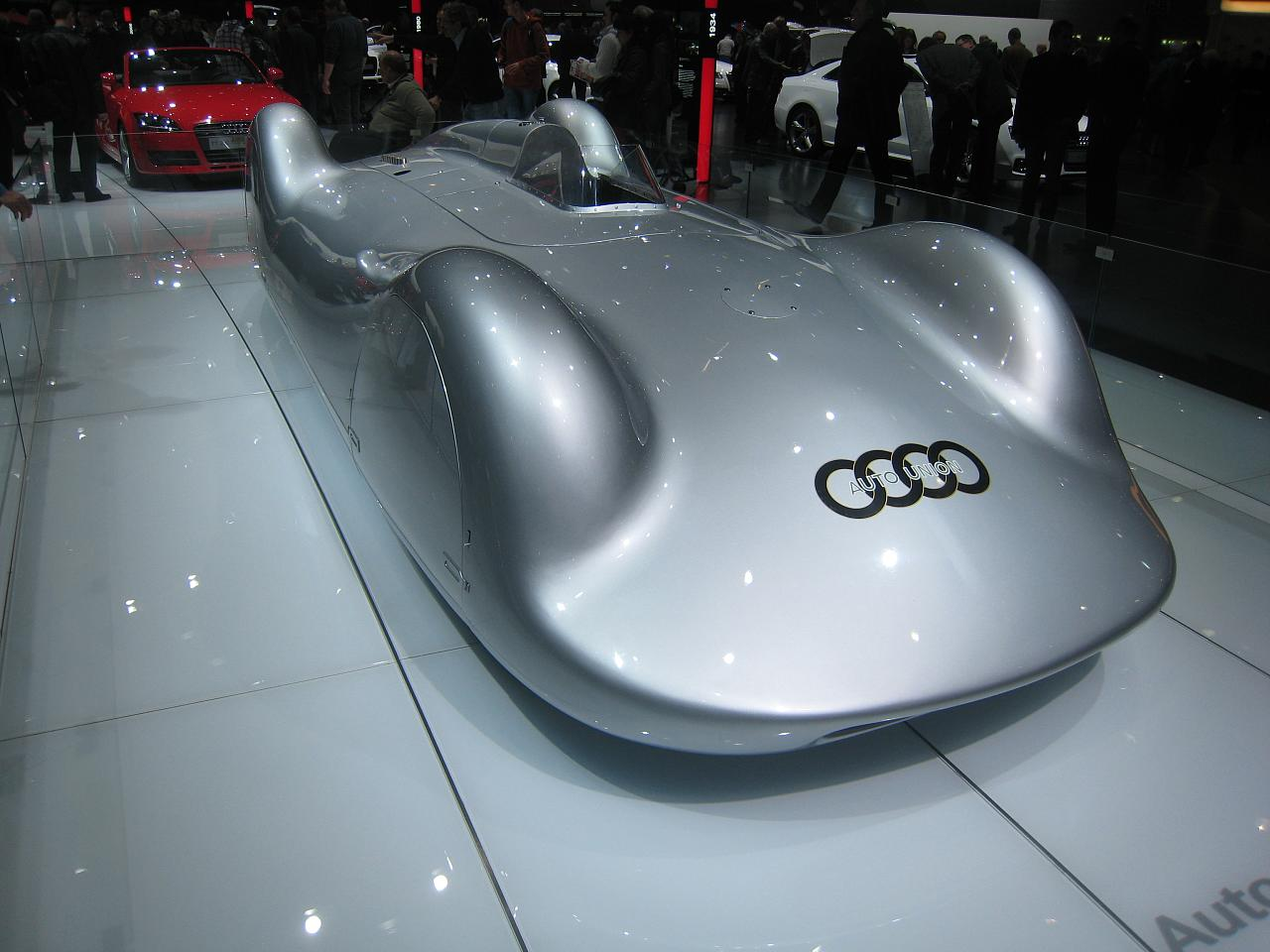
Rekordní vůz Auto-Union Typ C Stromlinie na Motorshow Geneva 2009

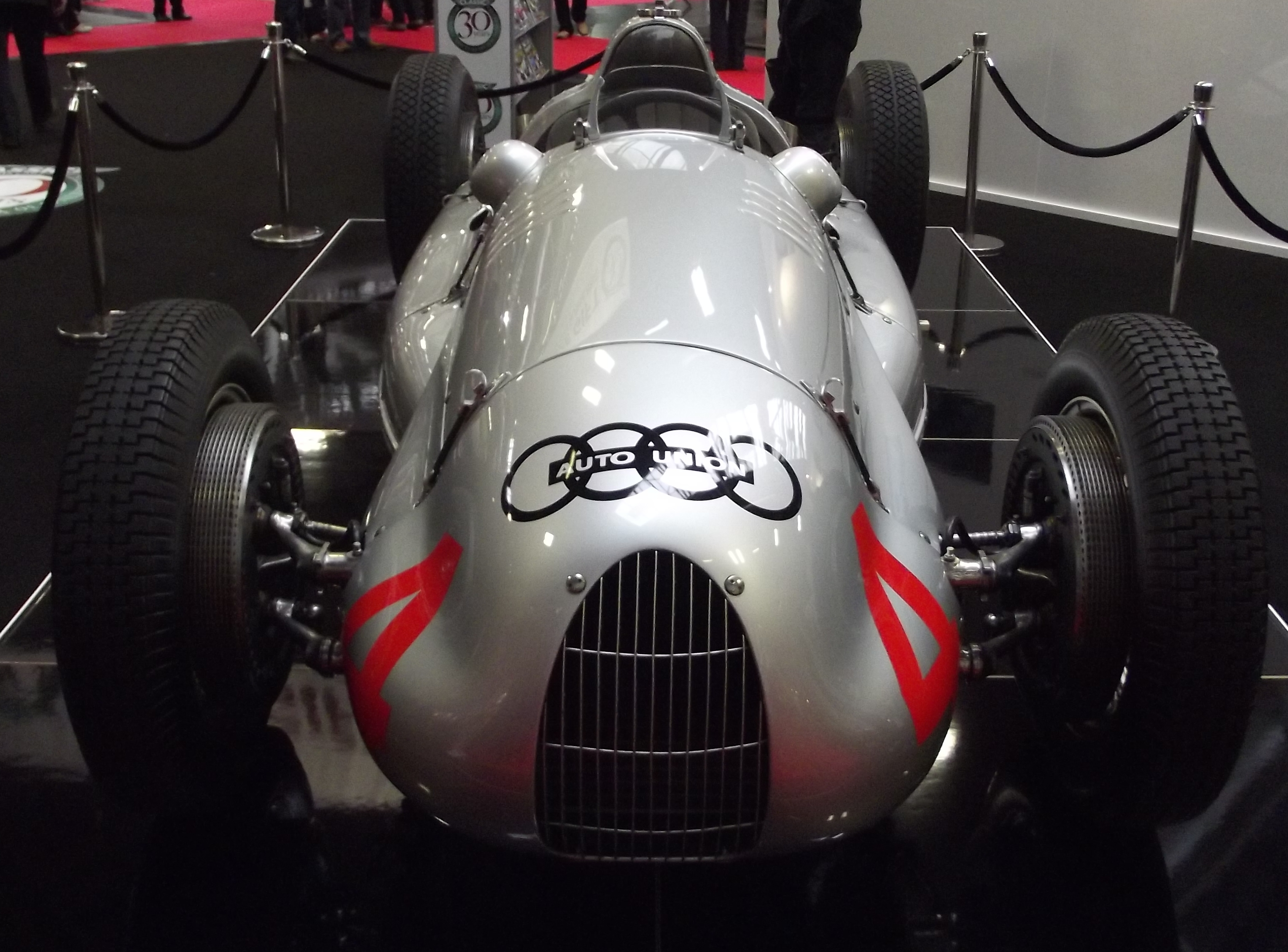
Auto Union Type D Silver Arrow (2012)

### Kompletní výsledky v evropském šampionátu jezdců
| Legenda k tabulce | Legenda k tabulce                                                                       |
| Barva             | Výsledek                                                                                |
| ----------------- | --------------------------------------------------------------------------------------- |
| Zlatá             | Vítěz                                                                                   |
| Stříbrná          | 2. místo                                                                                |
| Bronzová          | 3. místo                                                                                |
| Zelená            | Bodované umístění                                                                       |
| Modrá             | Nebodované umístění                                                                     |
| Modrá             | Dokončil neklasifikován (NC)                                                            |
| Fialová           | Odstoupil (Ret)                                                                         |
| Červená           | Nekvalifikoval se (DNQ)                                                                 |
| Červená           | Nepředkvalifikoval se (DNPQ)                                                            |
| Černá             | Diskvalifikován (DSQ)                                                                   |
| Bílá              | Nestartoval (DNS)                                                                       |
| Bílá              | Závod zrušen (C)                                                                        |
| Světle modrá      | Pouze trénoval (PO)                                                                     |
| Světle modrá      | Páteční testovací jezdec (TD)                                                           |
| Bez barvy         | Netrénoval (DNP)                                                                        |
| Bez barvy         | Vyřazen (EX)                                                                            |
| Bez barvy         | Nepřijel (DNA)                                                                          |
| Bez barvy         | Odvolal účast (WD)                                                                      |
| Bez barvy         | Nezúčastnil se (prázdné)                                                                |
| Označení          | Význam                                                                                  |
| Tučnost           | Pole position                                                                           |
| Kurzíva           | Nejrychlejší kolo                                                                       |
| †                 | Jezdec nedojel do cíle, ale byl klasifikován, protože odjel více než 90 % délky závodu. |
| ‡                 | Byl udělován poloviční počet bodů, protože bylo odjeto méně než 75 % délky závodu.      |
| Horní index       | Umístění bodujících jezdců ve sprintu                                                   |

Mistrovství Evropy se v roce 1934 nekonalo. Za rok 1934 uvedeny pouze závody tzv. Grande Épreuves a závod na Masarykově okruhu. Pro roky 1935-1939 jsou uvedeny pouze závody započítávané pro Mistrovství Evropy jezdců.
| Rok  | Stáj          | Typ          | Motor   | Jezdci               | 1   | 2   | 3   | 4   | 5   | 6   | 7   |
| ---- | ------------- | ------------ | ------- | -------------------- | --- | --- | --- | --- | --- | --- | --- |
| 1934 | Auto Union AG | Auto Union A | 4,3 V16 |                      | MON | FRA | GER | BEL | ITA | ESP | CZE |
| 1934 | Auto Union AG | Auto Union A | 4,3 V16 | Hans Stuck           |     |     | 1   |     | 2   | 4   | 1   |
| 1934 | Auto Union AG | Auto Union A | 4,3 V16 | August Momberger     |     |     | Ret |     | 7   |     |     |
| 1934 | Auto Union AG | Auto Union A | 4,4 V16 | Hermann zu Leiningen |     |     |     |     | 2   | 4   | 4   |
| 1934 | Auto Union AG | Auto Union A | 4,4 V16 | Wilhelm Sebastian    |     |     |     |     | 7   |     | 7   |
| 1934 | Auto Union AG | Auto Union A | 4,4 V16 | Ernst Burggaller     |     |     | Ret |     |     |     |     |
| 1934 | Auto Union AG | Auto Union A | 4,4 V16 | Tazio Nuvolari       |     |     |     |     |     | DNS |     |
| 1935 | Auto Union AG | Auto Union B | 5.6 V16 |                      | MON | FRA | BEL | GER | SUI | ITA | ESP |
| 1935 | Auto Union AG | Auto Union B | 5.6 V16 | Achille Varzi        |     | 5   |     |     |     |     |     |
| 1935 | Auto Union AG | Auto Union B | 5.6 V16 | Hans Stuck           |     | Ret |     |     |     |     |     |
| 1935 | Auto Union AG | Auto Union B | 5.0 V16 | Bernd Rosemeyer      |     | Ret |     | 4   | 3   | Ret | 5   |
| 1935 | Auto Union AG | Auto Union B | 5.0 V16 | Hans Stuck           |     |     |     | 2   | 11  | 1   | Ret |
| 1935 | Auto Union AG | Auto Union B | 5.0 V16 | Achille Varzi        |     |     |     | 8   | 4   | Ret | Ret |
| 1935 | Auto Union AG | Auto Union B | 5.0 V16 | Paul Pietsch         |     |     |     | 9   |     | 3   | DNS |
| 1936 | Auto Union AG | Auto Union C | 6.0 V16 |                      | MON | GER | SUI | ITA |     |     |     |
| 1936 | Auto Union AG | Auto Union C | 6.0 V16 | Bernd Rosemeyer      | Ret | 1   | 1   | 1   |     |     |     |
| 1936 | Auto Union AG | Auto Union C | 6.0 V16 | Hans Stuck           | 3   | 2   | 3   | Ret |     |     |     |
| 1936 | Auto Union AG | Auto Union C | 6.0 V16 | Achille Varzi        | 2   |     | 2   | Ret |     |     |     |
| 1936 | Auto Union AG | Auto Union C | 6.0 V16 | Ernst von Delius     | DNS | 6   |     | 3   |     |     |     |
| 1936 | Auto Union AG | Auto Union C | 6.0 V16 | Rudolf Hasse         |     | 4   | 5   | DNS |     |     |     |
| 1937 | Auto Union AG | Auto Union C | 6.0 V16 |                      | BEL | GER | MON | SUI | ITA |     |     |
| 1937 | Auto Union AG | Auto Union C | 6.0 V16 | Hans Stuck           | 2   | Ret | 4   | 4   | 9   |     |     |
| 1937 | Auto Union AG | Auto Union C | 6.0 V16 | Rudolf Hasse         | 1   | 5   | Ret |     |     |     |     |
| 1937 | Auto Union AG | Auto Union C | 6.0 V16 | Hermann Paul Müller  | Ret | Ret |     |     | 5   |     |     |
| 1937 | Auto Union AG | Auto Union C | 6.0 V16 | Bernd Rosemeyer      |     | 3   | 4   | 5   | 3   |     |     |
| 1937 | Auto Union AG | Auto Union C | 6.0 V16 | Luigi Fagioli        |     | DNS |     | 7   |     |     |     |
| 1937 | Auto Union AG | Auto Union C | 6.0 V16 | Ernst von Delius     |     | Ret |     |     |     |     |     |
| 1937 | Auto Union AG | Auto Union C | 6.0 V16 | Tazio Nuvolari       |     |     |     | 5   |     |     |     |
| 1937 | Auto Union AG | Auto Union C | 6.0 V16 | Achille Varzi        |     |     |     |     | 6   |     |     |
| 1938 | Auto Union AG | Auto Union D | 3.0 V12 |                      | FRA | GER | SUI | ITA |     |     |     |
| 1938 | Auto Union AG | Auto Union D | 3.0 V12 | Hermann Paul Müller  | DNS | 4   | Ret | Ret |     |     |     |
| 1938 | Auto Union AG | Auto Union D | 3.0 V12 | Rudolf Hasse         | Ret | Ret |     |     |     |     |     |
| 1938 | Auto Union AG | Auto Union D | 3.0 V12 | Christian Kautz      | Ret |     | Ret | Ret |     |     |     |
| 1938 | Auto Union AG | Auto Union D | 3.0 V12 | Hans Stuck           |     | 3   | 4   | Ret |     |     |     |
| 1938 | Auto Union AG | Auto Union D | 3.0 V12 | Tazio Nuvolari       |     | Ret | 9   | 1   |     |     |     |
| 1938 | Auto Union AG | Auto Union D | 3.0 V12 | Ulrich Bigalke       | DNS |     |     |     |     |     |     |
| 1939 | Auto Union AG | Auto Union D | 3.0 V12 |                      | BEL | FRA | GER | SUI | YUG |     |     |
| 1939 | Auto Union AG | Auto Union D | 3.0 V12 | Hermann Paul Müller  | Ret | 1   | 2   | 4   | 3   |     |     |
| 1939 | Auto Union AG | Auto Union D | 3.0 V12 | Tazio Nuvolari       | Ret | Ret | Ret | 5   | 1   |     |     |
| 1939 | Auto Union AG | Auto Union D | 3.0 V12 | Rudolf Hasse         | 2   | DNS | Ret | Ret |     |     |     |
| 1939 | Auto Union AG | Auto Union D | 3.0 V12 | Georg Meier          | Ret | 2   | Ret |     |     |     |     |
| 1939 | Auto Union AG | Auto Union D | 3.0 V12 | Hans Stuck           |     | 6   | Ret | 10  |     |     |     |